# The Passenger (film, 2018)
Pour les articles homonymes, voir The Passenger.
Pour plus de détails, voir Fiche technique et Distribution.
The Passenger ou Dernier Arrêt au Québec (The Commuter) est un film américano-franco-britannique réalisé par Jaume Collet-Serra, sorti en 2018.

## Amorce
Ancien policier new-yorkais âgé de 60 ans, Michael « Mike » MacCauley est agent d'assurances commercial chez Union Capital Insurance depuis 10 ans, lorsqu'il est soudainement licencié. Comble de malchance, alors qu'il s'apprête à prendre le train de banlieue de la ligne Hudson Nord, depuis la gare de Grand Central Terminal, pour rentrer chez lui comme tous les jours, Michael se fait voler son téléphone. Durant le trajet, il est abordé par la séduisante Joanna. Celle-ci lui demande d'identifier un voyageur inhabituel parmi les passagers quotidiens en échange de 100 000 dollars.
Pour trouver l'intrus, Michael dispose de peu d'indices ; il s'appelle Prynne, il porte un sac et il descendra au terminus Cold Spring. Après avoir récupéré un acompte de 25 000 dollars caché dans les toilettes, Michael décide de refuser le marché, mais se voit contraint de l'honorer pour éviter qu'arrive malheur à sa femme Karen et son fils Danny. Il doit alors tout faire pour résoudre à temps cette énigme, tout en essayant de protéger les passagers.

## Fiche technique
Sauf indication contraire, les informations mentionnées dans cette section peuvent être confirmées par la base de données cinématographiques IMDb,  présente dans la section « Liens externes ».
- Titre original : The Commuter
- Titre français : The Passenger
- Titre québécois : Dernier Arrêt
- Réalisation : Jaume Collet-Serra
- Scénario : Byron Willinger et Philip de Blasi
- Direction artistique :
- Décors : Richard Bridgland
- Costumes : Betsy Heimann et Jill Taylor
- Photographie : Paul Cameron
- Montage : Nicolas De Toth
- Musique : Roque Baños
- Production : Alex Heineman, Andrew Rona

Producteurs délégués : Jaume Collet-Serra, Michael Dreyer et Juan Sola
Producteur associé : Lacey Darlene Paulson
- Sociétés de production : Ombra Films, Studiocanal UK et The Picture Company
- Sociétés de distribution : Lionsgate (États-Unis), Studiocanal (France, Royaume-Uni), VVS Films (Canada)
- Budget : 40 millions $[2]
- Pays de production :  États-Unis,  France,  Royaume-Uni
- Langue originale : anglais
- Format : couleur
- Genre : action, thriller
- Durée : 105 minutes
- Dates de sortie[3] :
  - États-Unis, Canada : 12 janvier 2018
  - Royaume-Uni : 19 janvier 2018
  - France : 24 janvier 2018

## Distribution
- Liam Neeson (VF : Frédéric van den Driessche ; VQ : Éric Gaudry) : Michael « Mike » MacCauley
- Vera Farmiga (VF : Ivana Coppola ; VQ : Anne Dorval) : Joanna
- Patrick Wilson (VF : Alexis Victor ; VQ : Jean-François Beaupré) : Alex Murphy
- Jonathan Banks (VF : Hervé Furic) : Walt
- Andy Nyman (VF : Benjamin Boyer ; VQ : Yves Soutière) : Tony
- Elizabeth McGovern (VF : Odile Cohen) : Karen MacCauley
- Sam Neill (VF : Hervé Bellon ; VQ : Mario Desmarais) : capitaine David Hawthorne
- Dean-Charles Chapman : Danny MacCauley
- Florence Pugh (VF : Camille Timmerman) : Gwen
- Ella-Rae Smith (en) (VF : Nastassja Girard ; VQ : Catherine Brunet) : Sofia
- Clara Lago (VQ : Eloisa Cervantes) : Eva
- Kingsley Ben-Adir : l'agent Garcia
- Killian Scott (VF : Grégory Quidel) : l'agent Dylan
- Letitia Wright : Jules
- Kobna Holdbrook-Smith : Oliver
- Roland Møller (VF : Laurent Larcher) : Jackson
- Shazad Latif (VF : Stéphane Roux ; VQ : Alexis Lefebvre) : Vince
- Colin McFarlane (VF : Bruno Henry ; VQ : Didier Lucien) : Sam
- Nila Aalia : Sherri
- Damson Idris : l'agent spécial Denys

 Source et légende : version française (VF) sur RS Doublage :

## Production

### Genèse et développement
En janvier 2010, le réalisateur Olatunde Osunsanmi propose le film, écrit par Byron Willinger et Philip de Blasi, à la société Gold Circle Films. Cependant, environ un an plus tard, en août 2011, Julian Jarrold est finalement choisi comme réalisateur par Gold Circle. En janvier 2016, c'est finalement l'Espagnol Jaume Collet-Serra qui est officialisé comme réalisateur. Il en sera également le producteur délégué via sa société Ombra Films. Studiocanal UK et The Picture Company rejoignent ensuite la production.

### Attribution des rôles
En septembre 2015, Liam Neeson est annoncé dans le rôle principal. Il tourne ici pour la 4e fois sous la direction de Jaume Collet-Serra, après Sans identité (2011), Non-Stop (2014) et Night Run (2015).
En juin 2016, Vera Farmiga obtient le rôle féminin principal. Jaumet Collet-Serra l'avait déjà dirigée dans Esther (2009). Le mois suivant, Sam Neill, Elizabeth McGovern et Jonathan Banks rejoignent la distribution. Patrick Wilson obtient ensuite le rôle d'un ami du personnage de Liam Neeson.

### Tournage
Le tournage débute le 25 juillet 2016 dans les Pinewood Studios en Angleterre,,. Il a également lieu dans le Surrey et aux États-Unis, notamment à Sacramento et New York.